# Arik (vulcano)
Arik (in russo Арик?) è un vulcano spento situato nella parte sud-orientale della Kamčatka, in Russia.

## Descrizione
Il vulcano Arik fa parte del gruppo vulcanico Avača-Korjakskij (si trova a nord-ovest) ed è un cono laterale (secondo picco) del vulcano Aag. È fortemente eroso dai ghiacciai. Ha un'altezza assoluta di 2156 m (secondo altre fonti 2310 m). La composizione delle lave del vulcano è andesite-basalto.